# Mensinger Schlucht
Die Mensinger Schlucht ist ein schroffer und durchweg bewaldeter Taleinschnitt im Wiehengebirge auf dem Gebiet der Stadt Lübbecke im Kreis Minden-Lübbecke. Sie ist rund 800 Meter lang, beginnt am Osthang des Wurzelbrinks und zieht sich von da an Richtung Norden in einem Bogen bis zur Bundesstraße 239 hin. Die Talsohle liegt im oberen Teil bei rund 210 m ü. NN und fällt bis zum Talende, wo die Quelle der Ronceva liegt, auf 150 m ü. NN ab.
In der Schlucht selbst, obschon durch erodierende Einflüsse entstanden, fließt kein permanenter Bach – nur bei stärkeren Regenfällen ist hier ein Wasserfluss existent. Die Talsohle selbst ist teilweise unwegsam, doch unmittelbar östlich verläuft ein Forstweg, so dass die Schlucht in rund 15 Minuten durchwandert werden kann. Bei der Mensinger Schlucht handelt es sich um ein typisches Beispiel einer Siepe, also eines schmalen, feuchten, schluchtartigen, mittelgebirglichen Kerbtals mit Quellbach. 